# Syllegomydas merceti
Syllegomydas merceti is een vliegensoort uit de familie Mydidae. De wetenschappelijke naam van de soort is voor het eerst geldig gepubliceerd in 1914 door Arias.
De soort komt voor in Noord-Afrika.